# Joep Franssens

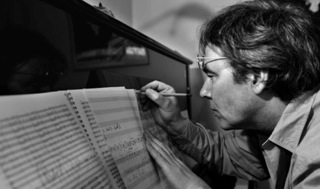
Joep Franssens (1955)

Joep Franssens (nascido em 1955) é um compositor holandês.

## Biografia

### Educação
Joep Franssens nasceu em 1955 em Groningen, nos Países Baixos. Estudou composição com Louis Andriessen no Royal Conservatory em Haia. Em 1982 continuou os seus estudos com Klaas de Vries no Conservatório de Roterdão onde, em 1988, concluiu os seus estudos com um prémio de composição.

## Trabalho
A música de Franssens representa a "Nova Espiritualidade" nos Países Baixos. Ele "deseja exprimir o universal". Entre as suas inspirações estão escritores e filósofos como Fernando Pessoa e Baruch de Espinoza.
A sua música tem sido executada em todo o mundo. Franssens tem trabalhado com grupo corais, ocmo o Radio Choir sueco, o BBC Singers, o coro nacional da Letónia, a rádio de coro de câmara finlandês e o coro de câmara dos Países Baixos. O pianista Ralph van Raat tem a sua música no seu reportório desde 2000. O primeiro movimento do ciclo Harmony of the Spheres foi selecionado para os dias do ISCM em Maribor, na Eslovénia em setembro de 2003, desempenhado por os BBC Singers e conduzido por Stephen Betteridge. No outono de 2012 este mesmo trabalho foi tocado pela 100ª vez pela Sinfonia de Rotterdam e Conrad van Alphen. O ciclo completa vai novamente a palca no outono de 2014 pelo canal de televisão e rádio croata HRT-choir, conduzido por Tonči Bilić.

### Composições
- Between the Beats (1979) para dois pianos
- Turn (1980) para dois oboés e violoncelo
- Solo for Flute (1980)
- Ellipsis (1983) para cravo
- Echo's (1983) 4300 0300 vibr mar str(7.7.7.4.2.)
- Consort Music (1984) para duas flautas, oboé (trompa inglesa), clarinete baixo, trompa de harmonia, fagote, violino, viola, violoncelo, contrabaixo e piano
- Phasing (1985) para coro feminino e orquestra e texto (Português) por Fernando Pessoa
- Low Budget Music (1986) para flauta, oboé, clarinete, trompa de harmonia, fagote, piano, violino, viola, violoncelo e contra baixo
- Old Songs, New Songs (1988) para dois pianos
- Dwaallicht (1989) para dois sopranos e ensemble e texto (Latim) por Espinoza
- Floating (1989) para dois vibrafones e três marimbas
- Taking the Waters (1990)
- The straight Line (1991) para quarteto de saxofone
- Primary Colours  (1992) para orquestra de saxofone
- The Gift of Song (1994) para dois pianos
- New Departure (1995) para violoncelo e piano
- After the Queen's Speech (1995) para ensemble de baixo
- Sanctus (1996)
- Winter Child (1996) para piano
- Sarum Chant (1997) para quarteto vocal e gamelão
- Roaring Rotterdam (1997)
- Entrata (1997) para violoncelo e dois pianos
- Magnificat (1999) para soprano, coro e orquestra e texto (Português) por Fernando Pessoa
- Harmony of the Spheres (1994-2001)
- Intimation of Spring (2001-2004) para solo de piano
- Tales of  Wonder (2003) sete peças para piano ( 2-4 mãos)
- Bridge of Dawn, movement 1 ( 2004-2006) para orquestra
- Harmony of the Spheres, movement 5 (2005) for orquestra de flauta
- Song of Release (2005) para solo de piano
- Blue Encounter (2006) para viola
- Grace ( 2008) para orquestra
- Bridge of Dawn, movement 2 (2005-2011) para soprano, coro e orquestra